# Obłęk (broń biała)

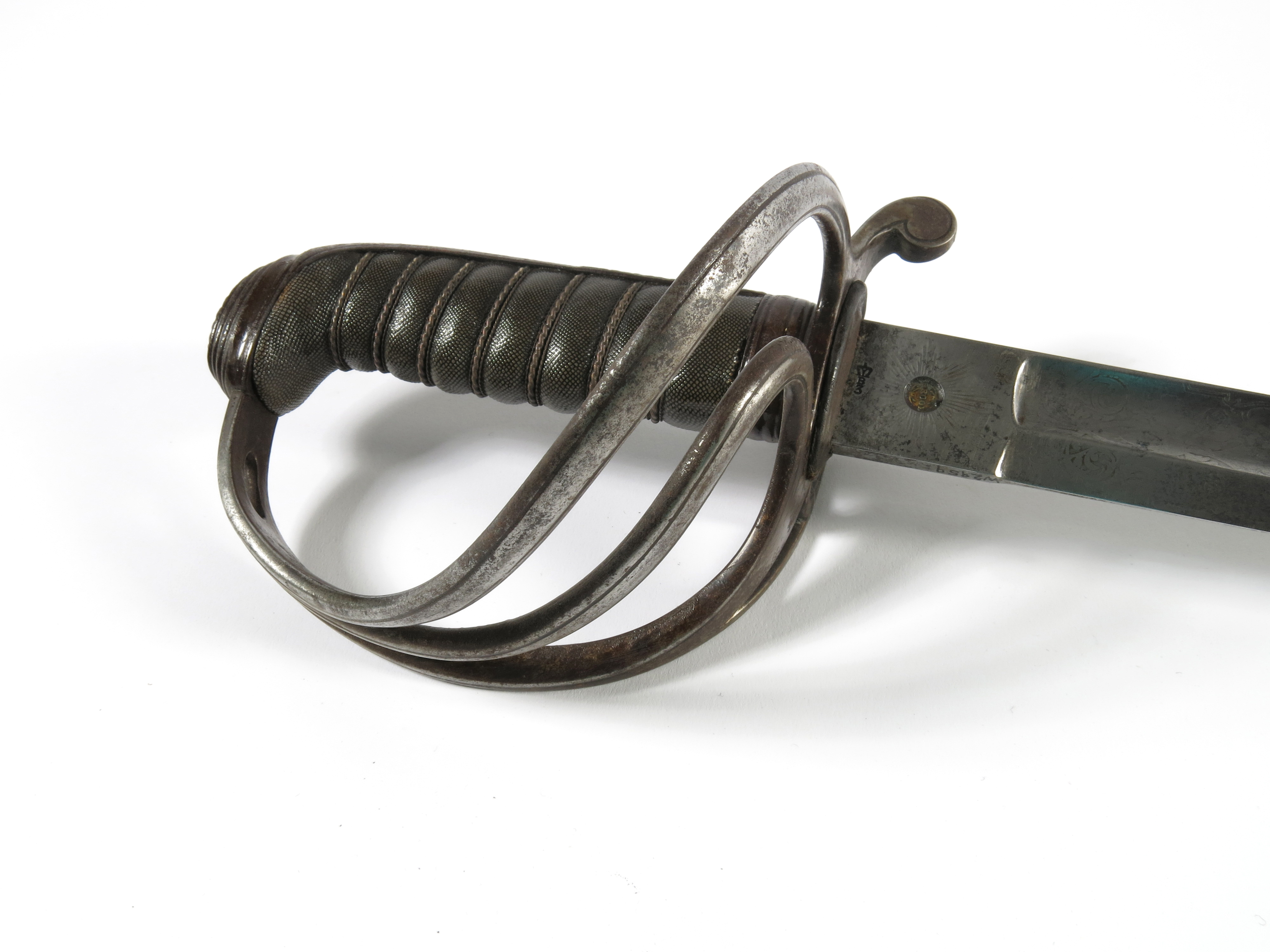
Oprawa szabli z dwoma obłękami zintegrowanymi z kabłąkiem

Obłęk – wygięty pręt stanowiący element rozbudowanej osłony rękojeści w broni białej. Jego funkcją jest zapewnienie dodatkowej ochrony dłoni użytkownika podczas walki, a w niektórych przypadkach również wzmocnienie konstrukcji całej oprawy rękojeści.
Obłęk najczęściej zintegrowany jest z kabłąkiem często łącząc wespół z nim jelec i głowicę. Może jednak występować również jako element jelca ustawiony poprzecznie (prostopadle do osi broni). Najczęściej stosuje się kilka obłęków w jednej oprawie, szczególnie w rapierach gdzie często występował ich bardzo rozbudowany i gęsty splot.

Rozbudowana oprawa rapiera, wyposażona w sieć licznych obłęków

## Ośla podkowa
Specyficznym typem obłęku jest tzw. „ośla podkowa” wychodząca od jelca w kierunku sztychu i obejmująca ricasso. W dolnej części bywa często spinana dodatkowym obłękiem poprzecznym o kształcie okrągłym lub eliptycznym. Ośla podkowa pojawiała się w oprawach niektórych typów mieczy i rapierów w okresie średniowiecza i renesansu. Funkcją tego elementu była osłona palca wskazującego w przypadku umieszczania go poza jelcem na ricassie (forma niektórych technik szermierczych).

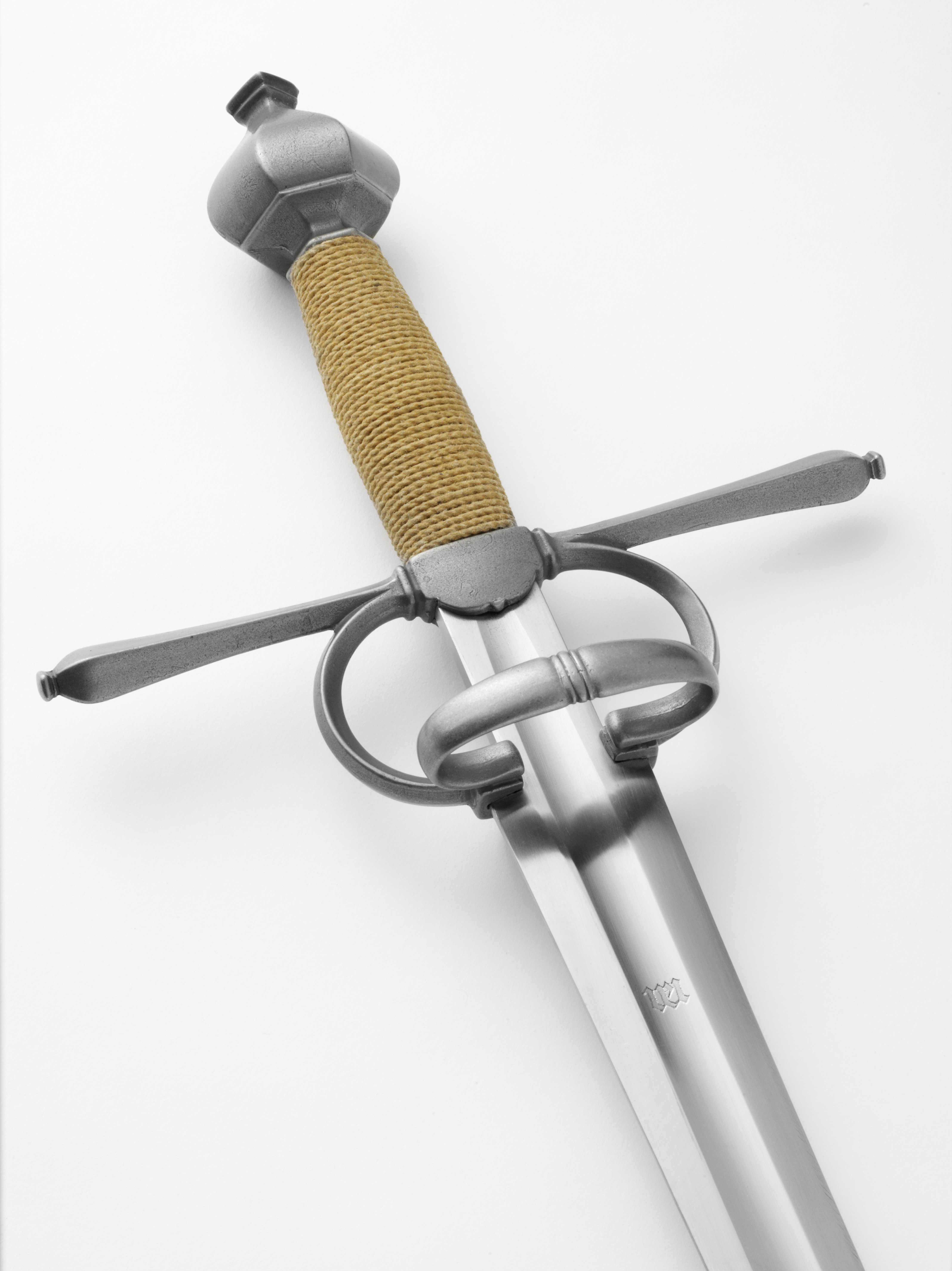
Ośla podkowa, spięta dodatkowym obłękiem poprzecznym